# Alguna vez tendremos alas
Alguna vez tendremos alas es una telenovela mexicana producida por Florinda Meza para Televisa emitida en el año 1997. 
La adaptación fue realizada por la misma productora junto a Carlos Daniel González a partir de la telenovela argentina 0597 da ocupado original de Alberto Migré que se transmitió en 1950 por Teleteatro, y cuya versión televisiva en Argentina entre 1990 - 1991 se estrenó con el título de Una voz en el teléfono.
Fue protagonizada por Humberto Zurita y Kate del Castillo, coprotagonizada por Cynthia Klitbo con las participaciones antagónicas de Alberto Estrella, Eugenia Cauduro y Adriana Barraza. Contó con las actuaciones estelares de los primeros actores Margarita Isabel, Silvia Mariscal, Anabel Gutiérrez,
David Ostrosky, Óscar Bonfiglio y Edgar Vivar y las actuaciones especiales de René Strickler, Katie Barberi, Luis Couturier y Alejandra Peniche.

## Argumento
En uno de los barrios más pobres de la Ciudad de México vive Ana Hernández, de 17 años, junto a su madre Yolanda, sus hermanas menores y su padrastro, un hombre cruel y malvado de nombre Rodolfo Sánchez, a quien apodan "El Gato". Ana vive siendo testigo de los maltratos de Rodolfo hacia su madre y víctima del acoso sexual de Rodolfo. A pesar de tantas penas, Ana es una chica optimista que sueña con superarse y sacar adelante a su madre, por lo que trabaja en una panadería para apoyar al Padre Miguel, quien dirige el coro de la iglesia.
Guillermo Lamas, un famoso músico y director de orquesta, vive con su esposa Isabel, y la hija de ambos, Alejandra. También vive con ellos su cuñada Rosaura, la hermana de Isabel y representante artística de Guillermo, y Sebastián, el mayordomo de la casa. Ambas hermanas están enamoradas de Guillermo, y aunque este siente una mayor afinidad con Rosaura, con quien comparte intereses y aficiones, al final prefirió a Isabel, mucho más dócil y paciente, a quien considera su musa. Todo en la casa Lamas gira alrededor de Guillermo y todos viven en función de él.
Ana conoce a Nacho Nájera, un muchacho rico que se dedica a las carreras de automóviles, y se hacen amigos, aunque Nacho está comprometido con Magdalena, una muchacha frívola e interesada que ama más a la fortuna de Nacho que a él. Ana y Nacho se tropiezan un día y comienzan a reunirse para platicar y beber malteadas, y con el trato este se enamora perdidamente de Ana. Nacho se va de viaje para una carrera en Indianápolis, y cuando va a regresar a México para terminar su relación con Magdalena, se entera de que ella está esperando un hijo suyo. De regreso a México, Nacho y su padre Gustavo, sufren un accidente aéreo y se anuncia la noticia de su muerte. Después de la muerte de Nacho, Magdalena se provoca un aborto que la deja estéril.
Mientras tanto, "El Gato", al sentirse amenazado por uno de sus colaboradores, lo asesina y finge su propia muerte para evitar la cárcel. Por su parte, Yolanda también asesina a uno de los cómplices de su marido; Ana, para proteger a su madre, se inculpa y es recluida en un reformatorio, pero por su buena conducta es enviada a una escuela-orfanato para jovencitas llamada "La Colmena" y dirigido por monjas. La joven logra ganarse la confianza de las monjas, quienes le dan su apoyo y comprensión además del cariño y amor que nunca tuvo en su casa. Allí, Ana también conoce a Silvia, la madre de Nacho, quien también la ve como una hija y juntas se consuelan el dolor de la muerte de Nacho.
Por otro lado, la felicidad de la familia Lamas se quiebra cuando a Isabel se le diagnostica un tumor cerebral terminal. Isabel decide ocultar este hecho a toda costa para proteger a su marido, al que todos consideran un hombre temperamental y con mucho carácter, pero en realidad es muy dependiente emocionalmente. Avanzada ya su enfermedad, Isabel sufre un accidente de automóvil con Alejandra; la madre muere y la hija queda paralítica.
El mundo de Guillermo se viene abajo. Ya no puede componer, y sus continuos cambios de humor y escándalos hacen que los empresarios le eviten, por lo que tampoco dirige orquestas. Guillermo se hunde en la depresión y abandona la música, pero poco después conoce a Magdalena, quien se enamora de él y lo conquista, a pesar de ser la amante de Ricardo Aguilera, un prestigioso médico que al mismo tiempo es el mejor amigo de Guillermo. Sin embargo, Guillermo no ama a Magdalena, pero aun así acepta su amor para llenar el vacío que le dejó Isabel. Al mismo tiempo, Guillermo contrata a una enfermera llamada Clara para que cuide de Alejandra y la ayude a volver a caminar, pero esta mujer sólo se dedica a maltratar a la niña. Además, Clara tiene una relación con Rodolfo "El Gato", quien solo la golpea y la humilla.
Mientras tanto, Ana empieza a hacerse cargo de atender el antiguo teléfono de La Colmena mientras la monja a cargo toma sus alimentos o descansa. Por error, Ana llama a la familia Lamas y bajo el apodo de "La Hormiga" se comunica con la pequeña Alejandra, quien se desahoga con ella. Las dos hablan a diario por teléfono, pero cuando Guillermo se mete en las conversaciones con "La Hormiga", los dos sienten un lazo especial.
Posteriormente, Rosaura y Magdalena se enfrentan entre sí para quedarse con la fortuna y el amor de Guillermo, pero esta última se da cuenta de que se encuentra en la ruina total y ve en Guillermo la forma de no caer en la miseria. Finalmente, Magdalena logra sacar a Rosaura de la vida de Guillermo. Deprimida, Rosaura se marcha a un rancho propiedad de su padre, donde se hunde en la depresión. Poco después de su llegada, un nuevo trabajador del rancho, de nombre Mario, se aprovecha de ella y la convierte en su amante; Mario en realidad es Rodolfo "El Gato", quien empieza a golpearla, maltratarla y manipularla en beneficio propio.
Ana llega a la casa de Guillermo para ser la institutriz de la pequeña Alejandra. La joven no tarda en enamorarse de Guillermo, pero se ve obligada a amarlo en silencio, ya que este está comprometido con Magdalena. Guillermo también se enamora de Ana, pero no se da cuenta de sus sentimientos. 
Tiempo después, Guillermo descubre sus sentimientos, rompe su relación con Magdalena y se compromete con Ana. Sin embargo, ella tiene muchas dudas al respecto, y Guillermo vuelve a caer en las redes de Magdalena, con quien le es infiel a Ana. Por si esto fuera poco, Nacho Nájera reaparece por sorpresa en la vida de Ana; el joven sobrevivió al accidente aéreo que le costó la vida a su padre, pero ha quedado mudo y amnésico. Comienza a trabajar como mecánico en un taller y cuando ve a Ana, se enamora de ella y se dedica a esperarla en la puerta del orfanato donde están sus hermanas. Al mismo tiempo, Clara enferma de cáncer y Rosaura decide denunciar a Rodolfo por miedo a que en un arranque de celos acabe con su vida.
Magdalena decide usar un truco para que Guillermo se case con ella: le hace creer que está esperando un hijo suyo al mostrarle un certificado de embarazo falso con lo que logra separarlo de Ana. Pero Silvia, la madre de Nacho, informa a Ana y a Guillermo que Magdalena quedó estéril por el aborto del hijo de Nacho y la pareja se reconcilia. Pero Magdalena no se rinde; con la ayuda de Rodolfo, logra volver a separarlos haciendo que Guillermo crea que Ana solo lo quería por su dinero y que lo engaña con su propio padrastro, así que él decide casarse con Magdalena. Poco después, Rodolfo y Guillermo se enfrentan en las ruinas de una construcción, y cuando está a punto de matarlo, Rosaura le dice que no puede matar a su propio hermano. Rodolfo de todas maneras dispara, hiriendo a Rosaura que se interpone, así que Rodolfo se suicida dinamitando las rocas cercanas el lugar y queda sepultado entre los escombros. Igualmente, Nacho muere atropellado al salir corriendo detrás de Ana cuando recupera la memoria al verla pasar.
Tiempo después, llega el día de la boda entre Guillermo y Magdalena. Antes de la ceremonia, Andrea, la amiga de Magdalena, le confiesa a Guillermo todo lo que Magdalena ha hecho y cuando el padre le pregunta si acepta a Magdalena como esposa, él dice que no y sale a buscar a Ana y se la lleva justo antes de que la nombren religiosa.
Finalmente Ana y Guillermo se casan, adoptan a las hermanitas de Ana y logran ser felices.

## Elenco
- Humberto Zurita - Guillermo Lamas Franco
- Kate del Castillo - Ana Hernández López
- Cynthia Klitbo - Rosaura Ontiveros
- Alberto Estrella - Rodolfo Sánchez "El Gato" / Mario García Suárez
- Eugenia Cauduro - Magdalena Arredón Mejía
- Óscar Bonfiglio - Padre Miguel
- Édgar Vivar - Sebastián Medina
- Silvia Mariscal - Silvia Burgos de Nájera
- Margarita Isabel - Verónica del Olmo
- David Ostrosky - Ricardo Aguilera
- Raúl Buenfil - Gregorio Luque
- Katie Barberi - Isabel Ontiveros de Lamas
- René Strickler - Nacho Nájera / Domingo
- Ana Karla Kegel - Alejandra Lamas Ontiveros
- Luis Couturier - Gustavo Nájera
- Justo Martínez González - Padre Tomás
- Adriana Barraza - Clara Domínguez
- Anabel Gutiérrez -Bernardita
- Maricarmen Vela - Madre Superiora
- Lili Inclán - Madre Tornera
- Yula Pozo - Madre Josefina
- Maickol Segura - Pepín
- Sagrario Baena - Hortensia Mejía de Arredón
- David Rencoret - Hermenegildo Arredón
- María Prado - Matilda
- Andrea Sisniega - Andrea
- Mario Prudom - Matías Camargo
- Alejandra Peniche - Yolanda López
- Ramiro Orci - Crispín Mancera
- Ana Layevska - Violinista rusa
- José Antonio Estrada - Nicanor
- Joel Núñez - Gabriel
- Antonio Miguel - Arturo Neri
- Ángeles Balvanera - Alfonsina
- Moisés Suárez - Dr. González
- Miguel Santana - Pingüica
- Said Manuel Jiménez - Michote
- Víctor E. López - Juancho
- Francisco Casasola - Compadre Pedro
- Marianna Gabriela - Hermana de Ana
- Betina Sade - Hermana de Ana
- Genoveva Pérez - Mercedes
- Evelyn Solares - Rufina
- Maleni Morales - Dra. Díaz
- Ivonne Montero - Alicia
- Josefina Echánove - Lucía Lamas
- Sherlyn - Niña del orfanato
- Rodolfo Vélez - El Fufurufo
- Antonio Méndez Padilla - Vigilante
- Elena Vela - Martha
- Xóchitl Vigil - Olga Santos
- Bárbara Burguette - 'Marina
- Anna Sobero - Diana
- Arturo Paulet - Sixto
- Inés Moreno - Vicenta
- Roberto Murguía - Sergio

## Equipo de producción
- Historia original: Alberto Migré
- Adaptación: Florinda Meza, Carlos Daniel González
- Canción tema: Alguna vez tendremos alas
- Intérprete: Carlos Cuevas
- Canciones: Roberto Gómez Bolaños
- Musicalización y arreglos: Rodolfo "Popo" Sánchez
- Asesoría musical: Ignacio Gutiérrez
- Escenografía: Carmen Ravelo
- Ambientación: Manuel Domínguez
- Vestuario: Joelle Launay
- Musicalizadores: Juan López, Miguel Suárez González
- Edición: J.R. Navarro, Enrique Núñez, Juan Ordóñez, Héctor Flores
- Gerente administrativo: Ricardo García
- Jefe de reparto: Alejandro Barroso
- Jefe de producción: Silvia Cano
- Directores adjuntos: Álvaro Carcaño, Heriberto López de Anda
- Coordinación de producción: Laura Mezta, Silvia Cano
- Dirección de cámaras y escena: Roberto Gómez Fernández
- Productor asociado: Alfredo González Fernández
- Productora: Florinda Meza

## Premios y nominaciones

### Premios TVyNovelas 1998
| Categoría                 | Nominado(a)                          | Resultado |
| ------------------------- | ------------------------------------ | --------- |
| Mejor villana             | Eugenia Cauduro                      | Ganadora  |
| Mejor villana             | Cynthia Klitbo                       | Nominada  |
| Mejor villano             | Alberto Estrella                     | Nominado  |
| Mejor actriz joven        | Kate del Castillo                    | Nominada  |
| Mejor actor joven         | René Strickler                       | Nominado  |
| Mejor revelación femenina | Eugenia Cauduro                      | Nominada  |
| Mejor historia            | Florinda Meza Carlos Daniel González | Nominados |

### Premios ACE 1998
| Categoría                      | Nominado(a)     | Resultado |
| ------------------------------ | --------------- | --------- |
| Figura internacional masculina | Humberto Zurita | Ganador   |
| Mejor actriz                   | Cynthia Klitbo  | Ganadora  |

### Premios Eres 1998
| Categoría                  | Nominado(a)       | Resultado |
| -------------------------- | ----------------- | --------- |
| Mejor actriz de telenovela | Kate del Castillo | Ganadora  |

## Versiones
- Alguna vez tendremos alas es una versión de la producción argentina 0597 da ocupado, realizada por Teleteatro en 1950, producida por Alberto Migré, autor de la misma y protagonizada por Hilda Bernard y Fernando Ciro.
  - En 1956 se realizó otra versión llamada El 0597 está ocupado, primera telenovela de origen colombiano realizada por Producciones Punch y Televisión Nacional de Colombia, producida por Manuel Medina Meza y protagonizada por Rosita Alonso y John Gil.
  - En 1963 se realizó la primera versión brasileña 2-5499 ocupado, primera telenovela diaria brasileña, realizada por la extinta TV Excelsior, producida por Tito Di Miglio y protagonizada por Glória Menezes y Tarcísio Meira.
  - Se realizó otra versión argentina en 1990 por parte de Canal 9 titulada Una voz en el teléfono, producida por Jorge Montero y protagonizada por Carolina Papaleo y Raúl Taibo.
  - En 1999 se realizó la segunda versión brasileña Louca Paixão, realizada por JPO Produções y Rede Record, producida por José Paulo Vallone y protagonizada por Karina Barum y Maurício Mattar.